# Willem Drost
Pour les articles homonymes, voir Drost (homonymie).
Willem Drost (baptisé à Amsterdam le 19 avril 1633 et inhumé à Venise le 25 février 1659) est un peintre et graveur baroque, ainsi qu'un imprimeur néerlandais.

## Biographie

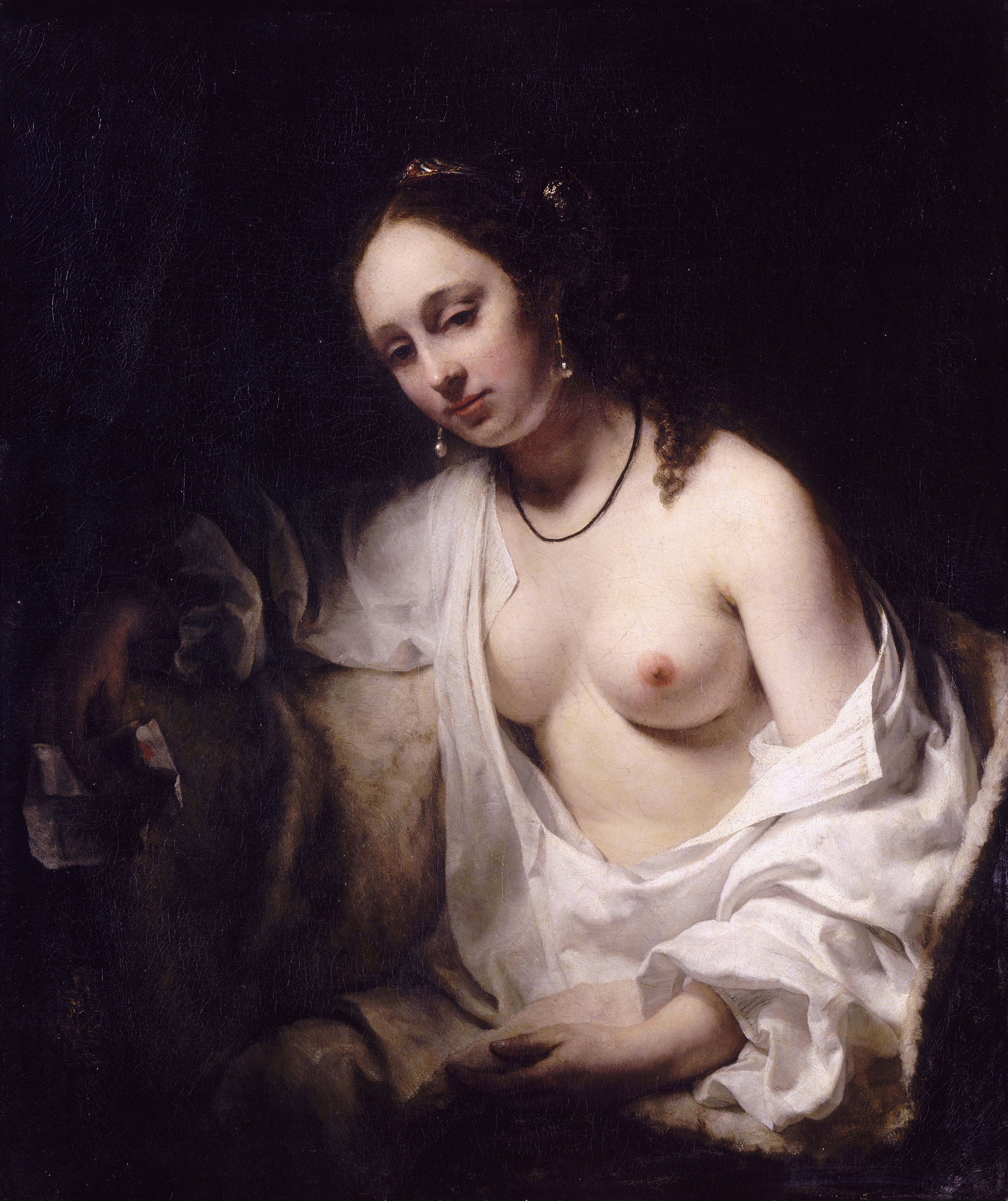
Bethsabée recevant la lettre de David. H. 103,0 ; L. 87,0 cm.

Willem Drost est probablement né à Amsterdam, dans les Sept Pays-Bas Unis. Bien qu'il ait vécu et peint à une époque où l'influence des artistes néerlandais sur l'art occidental atteignait son apogée, on ne sait pas grand-chose de sa vie.
Vers 1650, il devient étudiant de Rembrandt, peignant des scènes historiques ou bibliques, des études symboliques et des portraits. Comme étudiant, il réalise en 1654 un tableau intitulé Bethsabée, inspiré par le tableau de Rembrandt fait la même année sur le même sujet. Les deux tableaux sont conservés au musée du Louvre. Selon le RKD, il aurait quitté Amsterdam pour l'Italie en 1655. Il aurait fait un long séjour à Rome où il devient l'ami de Johann Karl Loth avec lequel il collabore à la réalisation d'une série perdue sur les Évangélistes à Venise.
Un Autoportrait, 1765-1663, peinture à l'huile sur toile, 72,5 × 65 cm, est au Musée des Offices.
Drost compte parmi les disciples les plus doués de Rembrandt, mais on ne connait de lui qu'un petit nombre de tableaux et dessins formellement identifiés. En revanche, plus de 2 000 œuvres sont attribuées à Rembrandt, pour la plupart non signées. Depuis quelques décennies, un important travail d'authentification de ces œuvres a été entrepris, qui a conduit à en réattribuer un certain nombre, en tout ou partie, à ses élèves et collaborateurs, parmi lesquels Willem Drost.

## Estampes

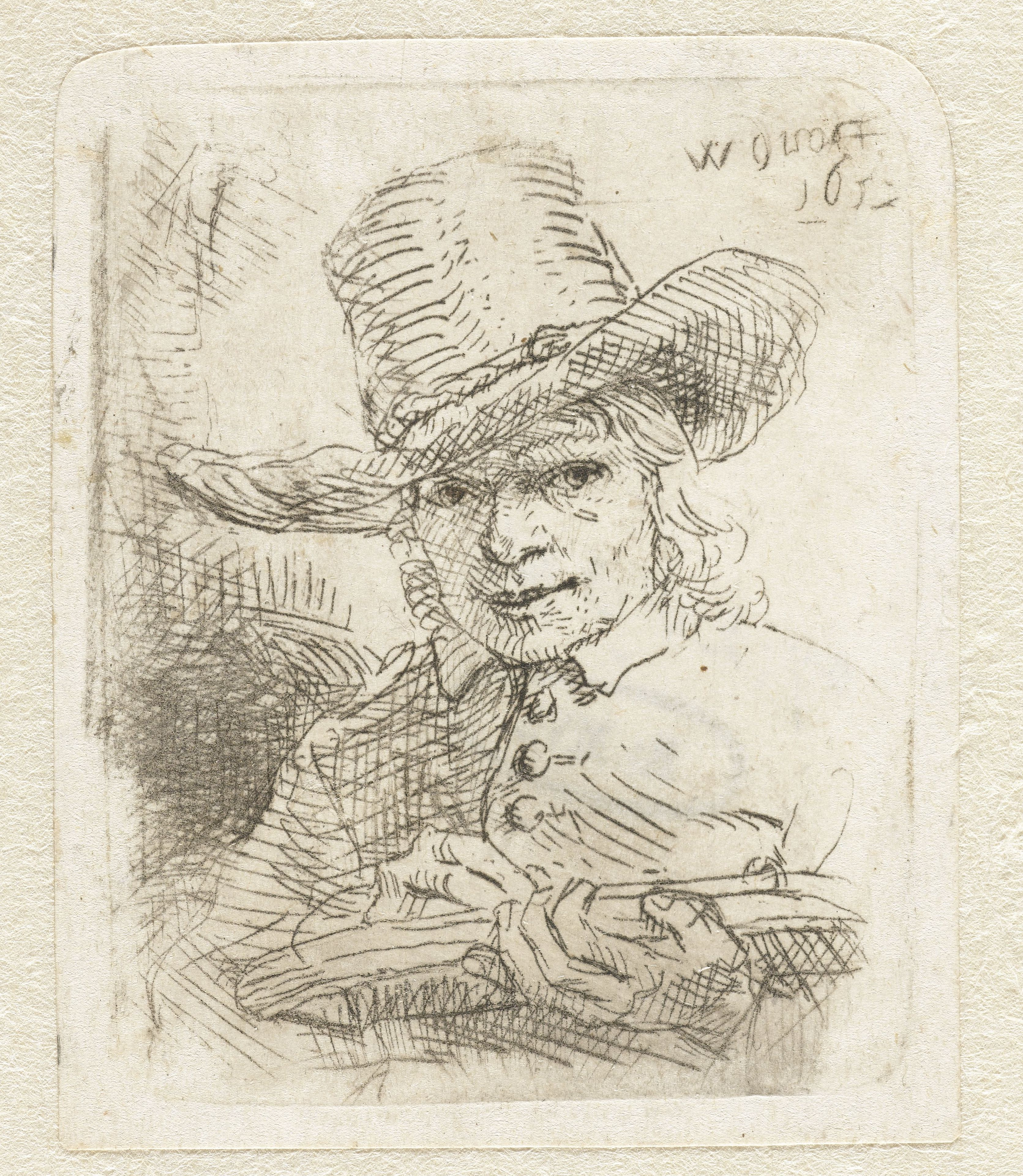
Autoportrait de Willem Drost avec chapeau haut de forme, dessinant (1652, Rijksmuseum Amsterdam).

Willem Drost pratique l'eau-forte, dont la première œuvre est un Autoportrait à l'âge de trente ans, dessinant ou gravant à l'eau-forte (1652). Le sujet et la technique sont très proches de celles de son maître, Rembrandt.

## Dessins
- Prédication de saint Jean-Baptiste[3], plume, encre brune, quelques rehauts de blanc, H. 136 ; L. 278 mm, Beaux-Arts de Paris. Ce dessin est caractéristique du style rembranesque de Drost. Il a pris pour modèle deux dessins du maître issus de l'album amicorum de Jan Six, Homère récitant des vers et Minerve dans son cabinet d'étude, datés de 1652, chacun de facture différente[4].